# KNK
KNK (em coreano:  크나큰) é um grupo masculino sul-coreano formado pela YNB Entertainment em 2016. O grupo consiste em cinco integrantes: Seoham, Inseong, Jihun, Heejun e Dongwon; que entrou no final de 2018 após a saída do integrante Youjin que saiu por motivos de saúde (o mesmo possuia trastorno de pânico). Eles realizaram sua estreia em 29 de fevereiro de 2016 e lançaram oficialmente seu primeiro álbum de estreia intitulado KNOCK em 3 de março de 2016. Atualmente o grupo está sob o selo da 220 Entertainment, empresa subsidiária da Stone Music Entertainment. 

## História

### Pré-estréia
Todos os cinco membros do KNK eram estagiários de diferentes empresas antes de se juntar à YNB Entertainment. Eles tiveram um longo período de treinamento, com uma média de 5 anos. Como estagiários, os membros apareceram em vídeos musicais de seu colega de gravadora, Bestie. Eles também se apresentaram como dançarinos de apoio para o girl group.
Em 15 de dezembro de 2015, um vídeo teaser dos meninos foi publicado no canal oficial do YouTube do KNK. No dia seguinte, foi revelado que o grupo se apresentaria no SBS Awards Festival 2015 (SAF) ao lado de Noel, Bestie e Almeng. Em 26 de dezembro, o KNK se apresentou pela primeira vez ao público na SAF, onde eles tocaram as duas músicas em seu álbum de estreia. Em 30 de dezembro, o primeiro reality show da grupo, My Keunakeun Television, estreou em Naver TV Cast.
A YNB Entertainment abriu o seu canal oficial Naver V para os artistas da empresa, incluindo o KNK, em 8 de janeiro de 2016. A partir do primeiro dia de fevereiro, o KNK teve transmissões em tempo real por quase todos os dias através do aplicativo Naver V como um contagem regressiva para a sua estreia. Os meninos mostraram seus ensaios e preparativos diários, bem como a filmagem do seu álbum e as filmagens para o seu primeiro vídeo musical. Em 22 de fevereiro, a empresa anunciou via SNS que o grupo estrearia com seu primeiro álbum único em 3 de março de 2016. De 23 a 26 de fevereiro, a banda atuou nas orientações de vários estudantes das universidades.

### 2016: Estréia comKnock,AwakeeRemain
Em 26 de fevereiro de 2016, o lançamento do vídeo musical do single Knock do KNK foi lançado. A música foi composta pela equipe de produção ButterFly, liderada por Hwang Seong-je que compôs Atlantis Princess da BoA, Whistle to Me de Lee Soo Young e mais, enquanto a parte do rap foi escrita pelo membro Youjin. Além disso, sua coreografia foi dirigida pelo Ha Woo-shin da Prepix e o vídeo musical foi dirigido por Lee Ki-baek. Três dias depois, a banda teve sua estreia no Ilchi Art Hall, Cheongdam-dong, Gangnam District, Seul, onde eles tocaram suas músicas Knock e Angel Heart bem como Love in the Ice do TVXQ e On the Street de Kim Kwang-seok.
No dia 1 de março, o KNK estreou no The Show , a primeira apresentação do grupo em um programa de música de televisão. Seu álbum e vídeo musical para Knock foram lançados oficialmente no dia 3 de março.
O grupo teve seu primeiro horário fora da Coréia do Sul e realizou seu primeiro single Knock no 20th China Music Awards em Macau em 15 de abril.
KNK lançou seu primeiro single digital I Remember em 16 de maio. A faixa foi composta por Kim Tae-joo, que também produziu Good Luck e 12:30 do B2ST.
Em 23 de maio, YNB Entertainment anunciou o retorno do grupo com seu primeiro extended play intitulado Awake através do SNS oficial do KNK. Um anúncio de imagem de grupo e fotos individuais para o extended play foram revelados nos dias 24 e 25 de maio, respectivamente. O vídeo musical para a faixa título Back Again foi lançado ao meio dia em 2 de junho. Todas as faixas foram produzidas por Kim Tae-joo. A coreografia de Back Again foi feita pelo Ha Woo-shin da Prepix, enquanto a coreografia da primeira faixa do álbum Gone foi organizada pelo líder do KNK, Jihun. Awake atingiu a posição no número 14 na Billboard.
Em 7 de novembro, o retorno de KNK com seu segundo extended play intitulado Remain foi anunciado através de seu SNS oficial. A lista de faixas também foi lançada no dia 10, revelando que Kim Tae-joo voltou a trabalhar com KNK como produtor do extended play, enquanto as faixas Goodbye e Tonight foram compostas e escritas pelos membros Youjin e Heejun, respectivamente. No dia 15 de novembro, o vídeo musical para a faixa do título intitulado U foi lançado, no entanto, foi anunciado no dia seguinte que a agência decidiu excluir o vídeo musical devido a problemas de qualidade. Um representante afirmou que não havia planos de filmar novamente. Remain foi lançado em 17 de novembro, e KNK realizou o seu retorno ao vivo no mesmo dia através do Naver V Live, onde eles peeformaram Love in the Ice do TVXQ, bem como suas novas músicas I Know e U. Em 21 de dezembro, o KNK foi incluído na lista Billboard "10 Best New K-Pop Groups" em 2016.

### 2017-presente: Primeiro concerto solo eGravity
Em março de 2017, o KNK anunciou seu primeiro concerto solo e a primeira parada da turnê asiática. O show de dois dias foi realizado nos dias 8 e 9 de abril no Shinhan Card Fã Square Live Hall, em Seul. Seguiu-se então os concertos em Osaka, Tóquio e Taipei.
Em 12 de maio, o KNK anunciou seu primeiro retorno do ano ao lançar um cartaz promocional. O segundo álbum do grupo chamado Gravity será lançado no dia 25. Possui os singles Sun, Moon, Star, Think About You e Love You. Todas as músicas foram compostas e escritas por Kim Tae-joo. Dois dias depois, foi revelado que a coreografia para o single principal foi organizada pelo líder do KNK, Jihun. O lançamento da música para Sun, Moon, Star foi lançado em 22 de maio. Antes do lançamento oficial do álbum, KNK performou o single principal no episódio de The Show de 23 de maio e 24 de Show Champion. O álbum, juntamente com o vídeo musical do single principal, foi lançado no dia 25. Também foi lançado como um download digital em vários sites de música.
Em 7 de julho, KNK confirmou irão começar as promoções para uma reedição de Gravity, intitulada Gravity, Completed. Nos dias 12 e 13 de julho, lançaram-se videoclips individuais dos membros, enquanto o vídeo musical do single principal Rain foi carregado no dia 14. O álbum, juntamente com o vídeo musical de Rain, foi lançado no dia 20 de julho. KNK também realizou sua performance de retorno no M! Countdown no mesmo dia.
Em agosto, KNK confirmou sua estreia no Japão, agendada para outubro com um single intitulado U/Back Again, que consiste em suas duas músicas lançadas anteriormente em seus EP Again e Remain. O CD single possui três versões: Edição Padrão, Edição Limitada A e Edição Limitada B. Foi oficialmente lançado em 11 de outubro.
Em 29 de setembro, foi anunciado que o grupo se juntaria ao reality show Mix Nine, da YG Entertainment. A agência do KNK publicou uma declaração fancafe para anunciar que receberam uma oferta dos produtores do Mix Nine e depois de um longo período de discussão da agência e do grupo, foi decidido que todos os membros apareceriam no programa. Porém apenas os membros Seungjun, Inseong e Heejun passaram à fase de audições do programa, e seguem na competição.

## Integrantes
- Dongwon (em coreano:  동원), nascido Lee Dongwon (em coreano:  이동원)  em 1 de janeiro de 1994 (31 anos) na Coreia do Sul.

- Inseong (em coreano:  인성), nascido Jung Inseong (em coreano:  정인성) em 1 de junho de 1994 (31 anos) na Coreia do Sul.
- Jihun (em coreano:  지훈), nascido Kim Jihun (em coreano:  김지훈) em 20 de fevereiro de 1995 (30 anos) na Coreia do Sul.

### Ex-integrantes
- Youjin (em coreano:  유진), nascido Kim Youjin (em coreano:  김유진) em 10 de fevereiro de 1993 (32 anos) na Coreia do Sul.
- Seoham (em coreano:  서함), nascido Park Gyeongbok, mudou seu nome para Park Seungjun e posteriormente para Park Seoham (em coreano:  박서함) em 28 de outubro de 1993 (31 anos) na Coreia do Sul.
- Heejun (em coreano:  희준), nascido Oh Heejun (em coreano:  오희준) em 8 de maio de 1996 (29 anos) na Coreia do Sul.

## Discografia

### Extended plays
| Título                                                                                     | Detalhes do álbum                                                                                           | Posição nas paradas | Posição nas paradas | Posição nas paradas | Vendas         |
| Título                                                                                     | Detalhes do álbum                                                                                           | KOR                 | TW                  | US World            | Vendas         |
| ------------------------------------------------------------------------------------------ | --- | ------------------- | ------------------- | ------------------- | -------------- |
| Awake                                                                                      | - Lançamento: 2 de junho de 2016 - Gravadora: YNB Entertainment, CJ E&M - Formato: CD, digital download     | 7                   | —                   | 14                  | - KOR: 12,724+ |
| Remain                                                                                     | - Lançamento: 17 de novembro de 2016 - Gravadora: YNB Entertainment, CJ E&M - Formato: CD, digital download | 12                  | 16                  | —                   | - KOR: 12,864+ |
| Gravity, Completed                                                                         | - Lançamento: 20 de julho de 2017 - Gravadora: YNB Entertainment, CJ E&M - Formatos: CD, digital download   | 8                   | 7                   | —                   | - KOR: 4,316+  |
| "-" indica lançamentos que não apresentaram gráficos ou não foram divulgados nessa região. | |                     |                     |                     |                |

### Álbuns singles
| Título         | Detalhes do álbum | Posições nas paradas | Posições nas paradas | Posições nas paradas | Vendas        |
| Título         | Detalhes do álbum | KOR                  | TW                   | JPN                  | Vendas        |
| -------------- | --- | -------------------- | -------------------- | -------------------- | ------------- |
| Knock          | - Lançamento: 3 de março de 2016 - Gravadora: YNB Entertainment, Interpark INT - Formato: CD, digital download Tracklist 1. "Knock" 2. "Angel Heart" (마음씨) 3. "Knock" (Inst.) 4. "Angel Heart" (마음씨) (Inst.)                           | 15                   | —                    | —                    | - KOR: 5,978+ |
| Gravity        | - Lançamento: 25 de maio de 2017 - Gravadora: YNB Entertainment, CJ E&M - Formato: CD, digital download Tracklist 1. "Think About You" 2. "Love You" (너무 예뻐) 3. "Sun, Moon, Star" (해, 달, 별) 4. "Sun, Moon, Star" (해, 달, 별) (Inst.) | 6                    | 11                   | —                    | - KOR: 6,971+ |
| japonês        | |                      |                      |                      |               |
| U / Back Again | - Lançamento: 11 de outubro de 2017 - Gravadora: Universal Music Japan - Formatos: CD, digital download Tracklist 1. "U (Japanese version)" 2. "Back Again (Japanese version)" 3. "U (2017 Remastered)" 4. "Back Again (2017 Remastered)"    | —                    | —                    | 7                    | - JPN: 10,731 |

### Singles
| Title                                                                                      | Ano  | Posição nas paradas | Posição nas paradas | Vendas | Álbum   |
| Title                                                                                      | Ano  | KOR                 | US World            | Vendas | Álbum   |
| ------------------------------------------------------------------------------------------ | ---- | ------------------- | ------------------- | ------ | ------- |
| "Knock"                                                                                    | 2016 | —                   | 18                  | —      | Knock   |
| "I Remember" (요즘 넌 어때)                                                                | 2016 | —                   | —                   | —      | Awake   |
| "Back Again"                                                                               | 2016 | —                   | —                   | —      | Awake   |
| "U"                                                                                        | 2016 | —                   | —                   | —      | Remain  |
| "Sun, Moon, Star" (해, 달, 별)                                                             | 2017 | —                   | —                   | —      | Gravity |
| "-" indica lançamentos que não apresentaram gráficos ou não foram divulgados nessa região. |      |                     |                     |        |         |

## Filmografia

### Reality shows
- My Keunakeun Television (2015—2017; Naver TV Cast)
- My Keunakeun Television 2 (2017–presente; Naver TV Cast)
- Mix Nine (2017–presente; JTBC)

## Videografia

### Vídeos musicais
| Ano  | Título                         | Diretor                 | Notas                  |
| ---- | ------------------------------ | ----------------------- | ---------------------- |
| 2016 | "Knock"                        | Lee Ki-baek             |                        |
| 2016 | "Back Again"                   | Lee Ki-baek             | [ 69 ]                 |
| 2016 | "Back Again (Dance Ver.)"      | Lee Ki-baek             | [ 69 ]                 |
| 2016 | "U (Performance Video)"        | Desconhecido            | Unofficial music vídeo |
| 2017 | "Sun, Moon, Star" (해, 달, 별) | Lim Seok-jin (Zanybros) | [ 70 ]                 |

### Aparições em vídeos musicais
| Ano  | Música            | Artista | Membros                 |
| ---- | ----------------- | ------- | ----------------------- |
| 2013 | "Zzang Christmas" | Bestie  | Youjin, Seungjun, Jihun |
| 2015 | "Excuse Me"       | Bestie  | Seungjun, Inseong       |

## Prêmios e nomeações

### Asia Artist Awards
| Ano  | Categoria                              | Recipiente | Resultado |
| ---- | -------------------------------------- | ---------- | --- |
| 2016 | Most Popular Artists (Singer) - Top 50 | KNK        | style="background: #DDFBFF; color: black; vertical-align: middle; text-align: center; " class="included table-included"\|38th |

### Mnet Asian Music Awards
| Ano  | Categoria            | Recipiente | Resultado |
| ---- | -------------------- | ---------- | --------- |
| 2016 | Best New Male Artist | KNK        | Indicado  |

### Korean Culture Entertainment Awards
| Ano  | Categoria          | Recipiente | Resultado |
| ---- | ------------------ | ---------- | --------- |
| 2016 | K-pop Singer Award | KNK        | Venceu    |

### Simply K-Pop Awards
| Ano  | Categoria                      | Recipiente | Resultado |
| ---- | ------------------------------ | ---------- | --------- |
| 2016 | Best Rising Star Group Of 2016 | KNK        | Indicado  |

### Golden Disk Awards
| Ano  | Categoria              | Recipiente | Resultado |
| ---- | ---------------------- | ---------- | --------- |
| 2017 | New Artist of the Year | KNK        | Indicado  |

### Seoul Music Awards
| Ano  | Categoria        | Recipiente | Resultado |
| ---- | ---------------- | ---------- | --------- |
| 2017 | New Artist Award | KNK        | Indicado  |
| 2017 | Bonsang Award    | KNK        | Indicado  |

### Naver V Live Top 10
| Ano  | Categoria           | Recipiente | Resultado |
| ---- | ------------------- | ---------- | --------- |
| 2017 | Global Rookie Top 5 | KNK        | Venceu    |

### Korean Entertainment Arts Awards
| Ano  | Categoria     | Recipiente | Resultado |
| ---- | ------------- | ---------- | --------- |
| 2017 | Netizen Award | KNK        | Venceu    |